# San Lorenzo Nuovo
San Lorenzo Nuovo is een gemeente in de Italiaanse provincie Viterbo (regio Latium) en telt 1179 inwoners (31-12-2004). De oppervlakte bedraagt 28,0 km², de bevolkingsdichtheid is 73,82 inwoners per km².

## Demografie
San Lorenzo Nuovo telt ongeveer 542 huishoudens. Het aantal inwoners steeg in de periode 1991-2001 met 0,4% volgens cijfers uit de tienjaarlijkse volkstellingen van ISTAT.
| Jaar | Inwoneraantal |
| ---- | ------------- |
| 1991 | 2059          |
| 2001 | 2067          |

## Geschiedenis
De geschiedenis van San Lorenzo Nuovo is verbonden met die van het oude dorp San Lorenzo alle Grotte dat op 2 kilometer afstand van het huidige stadje lag in een vlakke vallei nabij het meer van Bolsena. Door stijging van het meer werd de oude stad steeds meer omgeven door moerassen, waardoor in de achttiende eeuw ook malaria steeds meer vat op de bevolking kreeg. Tegenwoordig zijn van de oude plaats alleen ruïnes over. San Lorenzo werd gesticht door een groep families die de Etruskisch-Romeinse stad Tyrus ontvluchtten na verwoesting door barbaren. Overblijfselen van een Etruskisch heiligdom zijn in het gemeentelijk gebied gevonden op Monte Landro.
In de 11e eeuw werd het gebied door de heerseres gravin Mathilde van Toscane, ook bekend als Mathilde van Canossa, geschonken aan de kerk. Als vrije gemeente viel het in de 12e eeuw onder de heerschappij van Orvieto. In 1335 keerde het terug onder de heerschappij van de paus.
Van het oude San Lorenzo alle Grotte resteren in de vallei van het meer nog de overblijfselen van een rooms-katholieke kerk in  Renaissance architectuur. De ruïnes van de kerk, gebouwd tussen 1563 en 1590 volgens een ontwerp van Pietro Tartarino, een leerling van Alberto da Sangallo, vallen op door hun achthoekige vorm. De kerk werd opgericht op de plaats van een vermeende verschijning in 1563 van Johannes de Doper aan een boer. Het gebeuren wordt heden ten dage nog steeds gevierd met een beurs die plaatsvindt op 24 juni in San Lorenzo Nuovo. 

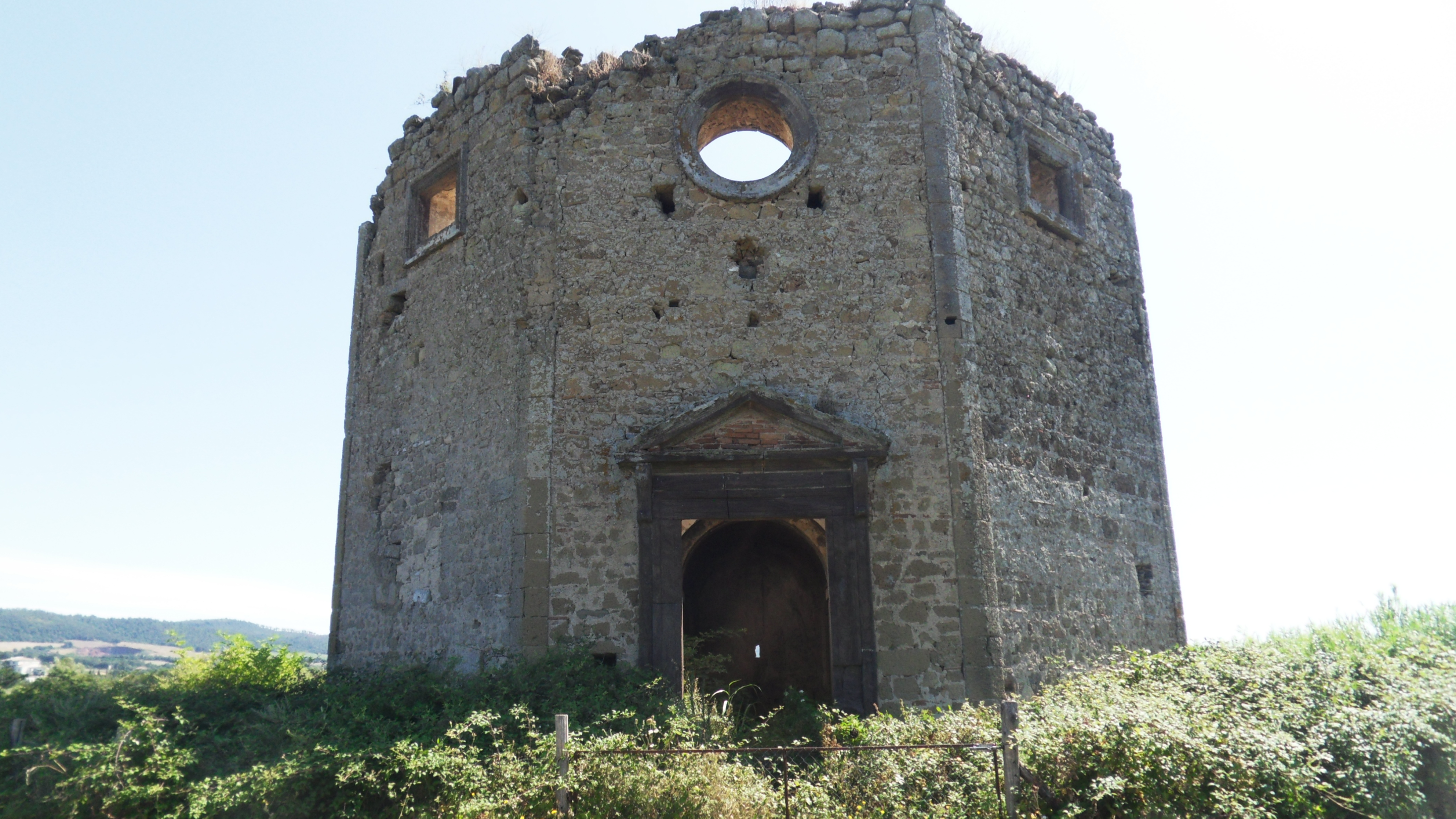
Voorzijde St. Johannes de Doper-kerk in de vallei van het meer

In 1772 werd op gezag van paus Clemens XIV besloten tot de bouw van de nieuwe stad, volgens ontwerp van de architect Francesco Navone, die een soort ideale stad vorm gaf volgens de stedelijke canons van zijn tijd. De werken werden voltooid onder paus Pius VI aan wie een buste van Canova in de kerk is opgedragen. Het stadsplan is nog steeds herkenbaar.

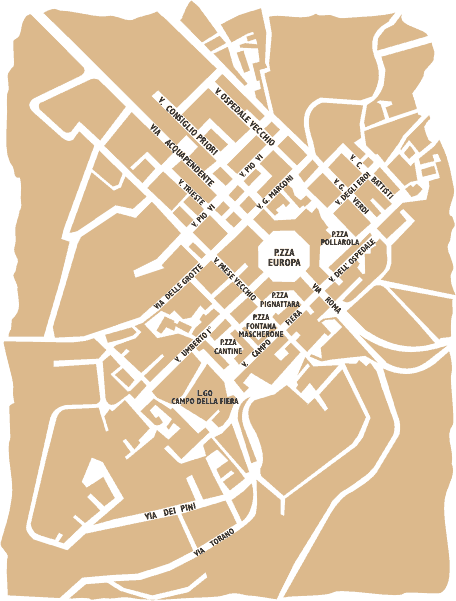
Plattegrond van San Lorenzo Nuovo.

Tussen mei en juni 1944, tijdens de Tweede Wereldoorlog, werd San Lorenzo Nuovo onderworpen aan luchtbombardementen door de geallieerden, met talloze slachtoffers en aanzienlijke schade.
In juni 2021 werd de St. Laurentiuskerk op het Europaplein na een grondige restauratie ten vervolge op schade door een aardbeving opnieuw ingewijd door de bisschop van Viterbo.

## Geografie
De gemeente, gelegen aan de beroemde Via Cassia, ligt op ongeveer 503 m boven zeeniveau. Zij heeft ook een strand aan het meer van Bolsena. Door San Lorenzo Nuovo loopt ook de pelgrimsroute Via Francigena.
San Lorenzo Nuovo grenst aan de volgende gemeenten: Acquapendente, Bolsena, Capodimonte, Castel Giorgio (TR), Gradoli, Grotte di Castro, Montefiascone.
Acquapendente · Arlena di Castro · Bagnoregio · Barbarano Romano · Bassano Romano · Bassano in Teverina · Blera · Bolsena · Bomarzo · Calcata · Canepina · Canino · Capodimonte · Capranica · Caprarola · Carbognano · Castel Sant'Elia · Castiglione in Teverina · Celleno · Cellere · Civita Castellana · Civitella d'Agliano · Corchiano · Fabrica di Roma · Faleria · Farnese · Gallese · Gradoli · Graffignano · Grotte di Castro · Ischia di Castro · Latera · Lubriano · Marta · Montalto di Castro · Monte Romano · Montefiascone · Monterosi · Nepi · Onano · Oriolo Romano · Orte · Piansano · Proceno · Ronciglione · San Lorenzo Nuovo · Soriano nel Cimino · Sutri · Tarquinia · Tessennano · Tuscania · Valentano · Vallerano · Vasanello · Vejano · Vetralla · Vignanello · Villa San Giovanni in Tuscia · Viterbo · Vitorchiano
1. ↑  https://demo.istat.it/?l=it.